# Bajcsy-Zsilinszky út (métro de Budapest)
Bajcsy-Zsilinszky út est une station du métro de Budapest. Elle est sur la  .

## Historique de la station
Autrefois appelée Váczy körút, elle fut renommée en mémoire d'Endre Bajcsy-Zsilinszky grand résistant exécuté vers la fin de la Seconde Guerre mondiale.

## Lieu remarquable à proximité
- Basilique Saint-Étienne de Pest (Szent István-bazilika)